# 陳松青 (商人)
陳松青（1935年—2021年），马来西亚出身的香港商人、經濟犯罪者，佳寧案主腦。

## 生平

### 早年生活
陳松青的出生地點和出生日期均有待更确切资料佐证。《華爾街日報》的一篇發表於1995年的報導指陳松青出生於馬來西亞，而陳松青自稱1938年於沙撈越出生。而廉政公署的資料則指他大約於1935年出生，但根據他被新加坡收回的護照，他於1933年12月10日在中國福建省出生。
陳松青於年輕時曾到英國讀書，在倫敦大學修讀土木工程學。1960年代，陳松青到馬來西亞及新加坡工作。他在新加坡一間小規模公司從事土木工程生意，但其後被新加坡法庭頒令破產。

### 移居香港
陳松青在新加坡破產後，在1972年6月抵達香港，在鍾正文家族旗下的地產商益大集團擔任工程師，受到鍾正文所重用。後來陳與鍾正文合作發展地產項目。3年後，陳松青自行成立一間地產公司。在1970年代，香港經濟高速發展，房地產市場勁升，陳松青因而淘得第一桶金。1977年，陳與鍾正文合作，成立佳寧集團及無數子公司及關聯公司，又以行賄手段向香港註冊的馬來西亞 （馬來西亞當地稱為「土著金融」）獲得無限量的貸款，行動低調。
另一方面，陳松青於1979年行動高調地收購香港上市公司美漢，再更名為佳寧置業有限公司。又以10億港元的天價，全幢買下香港金鐘甲級寫字樓金門大廈。香港傳媒因此爭相報導，可惜不知佳寧的資金來源，及幕後人物背景，只得到傳聞，當中包括「佳寧有蘇聯人民銀行站在其背後」、「佳寧有沙勞越木材商團資金供其運用」。
1980年，佳寧轉手整體出售金門大廈，淨賺毛利6.8億港元，使美漢此一蚊型空殼公司由股價6港元，飆升至15.4港元，只是9個月功夫，上漲了156% ，其實，陳松青利用「佳寧系」的子公司、孫公司，對股價操縱，以「左袋買右袋」的手法使佳寧股價颷升，持續高企。

### 被控謀訛騙佳寧股票持有人
不久後，香港面臨1997問題令香港地產和香港股市下滑，鍾正文率先人間蒸發，致使佳寧詐騙案終現形。由於債權人紛紛告上法院，佳寧集團及子公司相繼清盤，至1983年10月2日，陳松青等人被捕。
1986年2月24日，佳寧在香港高等法院開審，由按察司柏嘉（Dennis Barker）主審。六名被告包括：陳松青（51歲，前佳寧集團主席）、何佳全（36歲，前佳寧集團執行董事）、林秀峰（48歲，前百寧順董事）、林秀榮（40歲，商人）、碧格（34歲，會計師）、盧志煊（32歲，會計）。六人被控串謀行騙罪，指他們於1981年1月1日至1982年7月31日期間，串謀訛騙佳寧股票持有人及債權人等，提供虛假及誤導性的公司財政資料，隱瞞佳寧集團利潤、資產及財政狀況。「佳寧案」經多年調查才開審，而審訊歷時281天創下最長時間的紀錄，記錄審訊的文件達 25319 頁，出庭作供的證人共 104 人，控辯雙方花費金錢數以億元計。

### 被控詐騙、提供非法利益等罪
1984年1月，馬來西亞當局委派該國核數總長諾丁、一名專業會計師和一名律師組成調查委員會（諾丁委員會），全面調查佳寧向裕民財務取得的的貸款。諾丁委員會發現裕民財務從1979年至1983年期間向佳寧及有陳松青控制的其他公司批出相等於60多億港元的貸款，並發現向佳寧的借貸更大部分沒有足夠的抵押和完善的文件紀錄，某些貸款更是款項發出後才補辦文件的。諾丁委員會懷疑裕民財務的高層有可能非法收受陳松青提供的利益，以換作批准貸款的報酬。由於案件於香港發生，所以諾丁委員會於1985年4月派人前往香港向廉署報案。
1994年，陳松青被廉政公署控告詐騙、提供非法利益等罪名。最後在1996年9月27日，陳松青向法庭表示願意承認其中兩項串謀詐騙控罪。法庭以這兩項罪名判其入獄3年。

## 出獄後概況及離世
陳松青在羈留病房服刑一年半後，於1998年初出獄。他與妻子高景琬和三位女兒﹙陳婉玲、陳秀玲及陳美玲﹚長居於新界西貢清水灣道281地段。此為其女兒以公司名義於1992年4千萬元購入並重建。
陳松青在名義上，仍是香港上環諾道中三家私人公司的董事。如今的生意由其女兒經營，包括投資公司、房地產、證券和信貸等。出獄後，陳松青作風低調，只是在2001年12月為葉劍英孫女葉靜子在香港的「西藏珍寶展」送上大花籃致賀，因此為傳媒發現。
2014年12月，有報章的專欄作家表示，陳松青在香港清水灣过着半退休的生活。
2024年1月24日，律師翁靜晶在其Youtube頻道直播中披露，陳松青已於新冠疫情期間去世。
其後詹培忠亦在《經濟一週》的訪問中證實此消息。

## 爭奪古董案
1982年，前佳艺大股东林秀峰意購入陳松青旗下的其昌保險；在陳松青要求下，林秀峰借出五件古董放置在佳寧大廈作擺設。2005年10月，林秀峰得知他借給陳的其中三件古玩遭拍賣，當中一件更以一億一千五百萬成交，於是林秀峰去信佳士得拍賣行，稱自己才是案中五件價值逾億元古董的物主，隨後陳松青稟控告林秀峰誹謗。2007年，陳松青放棄誹謗指控。隨後，陳松青和林秀峰爭奪案中古董。
2010年，前佳艺大股东林秀峰，入禀高院控告陳松青爭奪五件古董（案件編號：HCA2576/2005）。林秀峰指控陳松青於1982年取去該批古董後便「有借無還」，林曾委託當汽車經紀的友人向陳松青追古董，但遭陳拒絕。陳松青一方則指出，二十多年以來，林秀峰一直無採取行動向他追回古董，追索期限已過。林秀峰一方則指，這類追回「寄存物品」的案件，在香港法律是沒有追索期限。法院最終被判陳松青敗訴，須賠償林秀峰逾一億元損失。。之後，
拍賣行蘇富於2005年拍賣的一億多元收益，透過法庭歸還予林秀峰，此外，不包括律師費及訟費等，陳松青仍欠林秀峰約六千多萬元款項，於是林秀峰再入稟高院申請陳松青破產。2012年2月15日，高等法院在陳松青沒有出庭下，正式向陳松青頒下破產令（案件編號：高院破產案件 6184-2011）。

## 相關影視作品
- 1998年：電影《98古惑仔：龍爭虎鬥》 -  陳嘉南（秦沛 飾）
- 1998年：無綫電視《廉政行動1998》: 單元二《億萬裁決》 -  鄧柏年（潘志文 飾）
- 1998年：亞洲電視《流氓·律師》 -  阮利來（黃允材 飾）
- 2020年：無綫電視《黃金有罪》 - 榮木桐（張兆輝 飾）[25]
- 2023年：電影《金手指》- 程一言（梁朝偉 飾）[26][27]